# Psychiatrisch Ziekenhuis Heilig Hart
Het Psychiatrisch Ziekenhuis Heilig Hart is een psychiatrisch ziekenhuis gelegen aan de Poperingseweg te Ieper (België).

## Geschiedenis
Op het einde van de 19de eeuw was er reeds een psychiatrisch ziekenhuis in Ieper in de Lange Torhoutstraat. Het bood verzorging aan ongeveer 190 mannen. Voor de huisvesting van vrouwelijke patiënten namen de Zusters van de Bermhertigheid Jesu uit Brugge het initiatief. Deze Congregatie was in 1842 opgericht met als specifiek doel psychiatrische patiënten te verzorgen.
In 1897 startten de bouwwerken voor een gebouw in neogotische stijl aan de Poperingseweg. Het opende zijn deuren in 1900. In 1914 brak de Eerste Wereldoorlog uit en de instelling die bekendstond als een van de modernste en best uitgeruste van zijn tijd, werd in 1915 vernield. De patiënten werden in november 1914 geëvacueerd naar het psychiatrisch ziekenhuis Perray-Vaucluse in de gemeente Epinay-sur-Orge (nabij Parijs). Een tijdlang deed het ziekenhuis dienst als burgerlijk hospitaal, tot er na herhaalde beschietingen van het complex weinig meer overbleef.
Zoals vele gebouwen in Ieper werd ook het H. Hart heropgebouwd. Vanaf 1928 werd er opnieuw verzorging verstrekt: er verbleven gemiddeld een 460 à 500 vrouwelijke patiënten. Alleen gecolloceerde patiënten werden opgenomen. De zusters namen de meeste zorg op zich, bijgestaan door slechts een tiental lekenpersoneelsleden.
In die tijd was er van behandeling weinig sprake, niet alleen omdat er zo weinig personeel was, maar vooral omdat er zo weinig aan psychiatrische ziekten te doen was.
Vanaf 1960 ontstond in de psychiatrie een stroomversnelling met drie grote bewegingen:
- efficiëntere behandelingen met neuroleptica en elektroshocktherapie
- ontwikkeling van de ergotherapie en aanverwante takken
- het vrijkomen van financiële middelen onder druk van de algemene mentaliteitsverandering. Zo ressorteerden de psychiatrische ziekenhuizen pas in 1964 onder het Ministerie van Volksgezondheid (voordien onder het Ministerie van Justitie). Het besef dat psychiatrie een pathologie was, groeide.

Diverse afdelingen en diensten kregen vanaf de jaren ’70 van de twintigste eeuw een opfrisbeurt of werden gehuisvest in nieuwe gebouwen.

## Behandelaanbod
Het ziekenhuis biedt gespecialiseerde psychiatrische behandeling aan. Het is erkend voor 319 bedden en plaatsen (dag- of nachtbehandeling, kort- of langdurende behandeling). 28 bedden zijn tijdelijk bevroren. De overheidsmiddelen die hierdoor vrij kwamen, werden vanaf januari 2013 geïnvesteerd in mobiele teams in het kader van de ontwikkelingen in de geestelijke gezondheidszorg.
Ongeveer 500 medewerkers en artsen zijn er tewerkgesteld.